# El Noroeste (Gijón)
El Noroeste fue un periódico español editado en Gijón entre 1897 y 1937. Diario independiente en sus primeros años, posteriormente se convirtió en el órgano de expresión del Partido Reformista de Melquíades Álvarez. Consolidado como uno de los principales diarios de Gijón, continuaría editándose hasta el comienzo de la Guerra civil.

## Historia
Su primer número apareció el 11 de febrero de 1897, en conmemoración del aniversario de la proclamación de la Primera República. Diario de ideología republicana en sus inicios, a partir de 1902 pasó a definirse como "democrático independiente". Desde 1899 la propiedad del diario pasó a manos del Crédito Industrial Gijonés, que lo mantuvo en su poder hasta 1908. Durante algún tiempo llegó a formar parte del «trust» formado por la Sociedad Editorial de España. Posteriormente sería adquirido por el Partido Reformista de Melquíades Álvarez, momento a partir del cual su línea editorial se conservadurizó. El Noroeste tuvo un papel determinante en la consolidación del partido en Asturias. En sus inicios fue un diario muy popular entre la clase obrera, aunque posteriormente también alcanzaría cierto éxito entre las clases medias.
Bajo la dirección de Antonio López-Oliveros se convirtió en la publicación más leída de Gijón y en el periódico insignia del Partido Reformista. López-Oliveros intentó evitar la deriva conservadora del diario, sin éxito. Por el contrario, fue impulsor de numerosas informaciones y reseñas culturales en el periódico.
Fue uno de los periódicos provinciales más influyentes de la época y contó siempre con una plantilla de colaboradores de gran talla literaria. Destacó también por introducir en Asturias novedosas técnicas promocionales que después serían muy imitadas. Durante el periodo de la Segunda República siguió manteniendo sus tendencias republicanas y se situó ideológicamente a la izquierda del antiguo Partido Reformista —ahora reconvertido en el Partido Republicano Liberal Demócrata—, y siguió siendo uno de los principales diarios de Gijón. Seguiría publicándose hasta bien entrada la Guerra civil, desapareciendo en 1937. Sus bienes e instalaciones serían posteriormente incautados por FET y de las JONS, el partido único de la Dictadura franquista.

## Directores
Entre los que dirigieron el diario, destacaron José Carballeira Otero, Rogelio G. Rendueles, Ramón Álvarez García, José Gaos Berea, Miguel Adellac, Dionisio Pérez, Diego Nava y Costa, José Valdés Prida, Benito Delbrouck, Rafael Sánchez Ocaña, Antonio López-Oliveros —que dirigió el diario entre 1917 y 1933— o Acracio Bartolomé.